# Jednostka regionalna Wyspy
Jednostka regionalna Wyspy (gr. Περιφερειακή ενότητα Νήσων) – jednostka administracyjna Grecji w regionie Attyka. Powołana do życia 1 stycznia 2011 w wyniku przyjęcia nowego podziału administracyjnego kraju. W 2021 roku liczyła 69 tys. mieszkańców.
W skład jednostki wchodzą gminy:
- Angistri (2),
- Egina (1),
- Hydra (3),
- Kithira (4),
- Poros (5),
- Salamina (6),
- Spetses (7),
- Trizinia (8).